# Рыбинский округ
Рыбинский округ — административно-территориальная единица Ивановской Промышленной области, существовавшая в 1929—1930 годах.
Рыбинский округ был образован 10 июня 1929 года на территории Мологского, части Рыбинского, Угличского, Пошехоно-Володарского уездов Ярославской губернии. Центром округа был назначен город Рыбинск.
Округ был разделён на 8 районов:
- Брейтовский,
- Ермаковский,
- Мологский,
- Мышкинский,
- Некоузский,
- Пошехоно-Володарский,
- Рыбинский,
- Угличский.

Ответственным секретарём окружного комитета ВКП(б) был сначала Г. Г. Заржицкий, а с февраля 1930 года — Г. И. Пинхасик.
30 августа 1930 года, постановлением ЦИК и СНК СССР от 23 июля, Рыбинский округ, как и большинство остальных округов СССР, был упразднён. Его районы отошли в прямое подчинение Ивановской Промышленной области.